# Site d'emplois
Un site d'offres d'emploi ou site d'emploi (en anglais, jobboard ou job board) est un site web qui publie/affiche des offres d'emploi.
Les sites d'offres d'emplois se sont d’abord développés aux États-Unis à la fin des années 1990. Le premier d'entre eux fut The Online Career Center (OCC) lancé en 1992, qui fusionne avec The Monster Board (TMB) pour former le site Monster en 1999.
Les sites d'offres d'emplois ont ensuite rapidement investi le web français à la fin des années 1990. L'un des tout premiers site d'emplois français fut Cadremploi. Apparu en 1996, il existait déjà sur le minitel depuis 1990 sous l'appellation 3615 Cadremploi. Les autres grands sites d'emplois généralistes français sont : Keljob, Job in Tree ou encore QAPA.

## Structure des sites d'emploi
Les sites d'offres d'emploi se divisent généralement en deux parties : 
- les offres d’emploi : généralement accessibles à l'aide d'un moteur de recherche permettant de filtrer les résultats (par zones géographiques, spécialités, ou fonctions) ;
- la CVthèque : les candidats peuvent y déposer leur Curriculum vitæ afin de se rendre visibles à des recruteurs potentiels.

### Offres d’emploi
La vocation première d’un site d'emplois réside dans la publication et la diffusion d’offres d’emploi à destination des demandeurs d’emploi. Les offres d’emploi, déposées par les recruteurs, peuvent être consultées librement par les visiteurs. Elles sont généralement accessibles dès la première page du site, via un formulaire ou un moteur de recherche.

### CVthèque
La CVthèque est la base de données des CV enregistrés par les demandeurs d’emploi sur le site d'emplois. Elle est généralement accessible uniquement par les recruteurs adhérents ou clients du site. Certains sites d'emplois proposent cependant des CVthèques ouvertes aux visiteurs non abonnés. Dans ce cas, les coordonnées ainsi que l’identité des candidats sont masquées.
En France, un débat récurrent s'anime autour de l'anonymat dans les CVthèques. En effet, en réaction à certaines possibles discriminations à l'embauche des candidats, des sites d'emplois ont décidé de rendre les informations de personnes anonymes (suppression de la photo du CV, du nom et même du lieu de résidence).
Ce débat a été relancé en 2012 avec de nouvelles pratiques de recrutement via les médias sociaux. Dans ce cas, c'est la publication de données personnelles (photos personnelles plus ou moins gênantes) qui permettrait au recruteur d'évincer un candidat. Finalement, la mise en cause est plutôt technique et est essentiellement liée au manque de transparence des médias sociaux sur la publication de données publiques et privée.

## Services proposés

### Services proposés aux recruteurs
Les sites d'emplois proposent deux grands types de services aux recruteurs :
- dépôt d’offres d’emploi ;
- consultation des CV de la CVthèque ;
- achat de produits de communication tels que des bannières, des skyscrapers, etc.

En fonction du site d'emploi, des fonctionnalités plus avancées peuvent être disponibles : diffusion des offres d’emploi par un réseau de partenaires (plateformes de multidiffusion d’offres d’emploi), création de dossiers pour la gestion des CV, alertes e-mail sur les profils recherchés, achat d’espaces publicitaires, etc.

### Services proposés aux demandeurs d’emploi
Les sites d'emplois proposent deux grands types de services aux candidats :
- dépôt de candidature aux offres d’emploi ;
- dépôt de CV dans la CVthèque, voire la possibilité de créer un mini « site-CV » personnalisable, lisible par les moteurs de recherche.

La plupart des sites d'emploi proposent par ailleurs une fonctionnalité d’alerte e-mail. Les candidats reçoivent ainsi par e-mail les nouvelles offres parues correspondant à leurs critères de recherche.
Certains proposent enfin du contenu éditorial sur l’emploi et des conseils sur la recherche d’emploi.
Certains sites se positionnent comme des hubs où les demandeurs d'emploi trouvent des offres d'emploi mais également des contenus et des outils permettant d'avancer dans leur carrière, tels que des formations, un forum, des articles d'actualité et des interviews d'experts ou des estimateurs de salaire.

### Rentabilité d'un site d'emploi
À l'origine, les sites d'emploi ne se rentabilisaient qu'avec la diffusion des offres d'emploi des clients, mais petit à petit la facturation de la CVthèque, la vente de bannières publicitaires, les newsletters et surtout la mise en place d'envoi de mails groupés auprès de candidats ciblés sont vite devenus les nouveaux moyens de gagner de l'argent avec un site d'emplois.
La nouvelle tendance après les applications mobiles se situe désormais dans le web 2.0 avec l'arrivée des sites d'emplois sur les réseaux sociaux qui permet déjà aux candidats de postuler aux offres d'emploi via Facebook (hotessejob.com a par exemple dupliqué son site dans une application Facebook). Il s'agit d'un nouveau canal de facturation pour les sites d'emplois ainsi qu'une autre voix d'entrée pour les candidats de type jeune diplômés difficiles à capter.

## Types de sites d'emploi

### Sites médias, «pure players» et structures publiques ou associatives
Trois types de sites d'emplois peuvent être distingués en fonction de leur nature :
- les sites de groupes médias spécialisés dans l’emploi, comme Cadremploi ;
- les « pures players », c'est-à-dire les sites qui interviennent uniquement sur le marché de l’emploi en ligne et ne s’appuient ni sur d’autres médias, ni sur un réseau physique d’entreprises ou d’agences, comme Keljob, Meteojob, Indeed, Emploisenior.net et Handicap-job.com ;
- les sites de structures publiques ou associatives, comme l'APEC et Pôle emploi).

### Gratuits versus payants
À la différence des sites d'emplois proposés par les acteurs publics ou associatifs, les sites médias et les « pure players » sont (sauf exception) des sites à vocation commerciale. Les services proposés aux recruteurs sont donc payants. En fonction du site d'emplois, la tarification peut s’entendre au forfait, au dépôt d’offres d’emploi, à la consultation des CV, etc. Notons toutefois que les acteurs publics en France sont aussi payants via les cotisations sur salaires (cotisation Apec obligatoire pour l'employeur de cadres entre autres).
En France, les services proposés aux demandeurs d’emploi sont gratuits, conformément à la législation Française. Ce qui n'est pas forcément le cas dans d'autres pays ou le candidat peut payer un droit d'accès aux offres d'emploi, sur les médias de droit privé.

### Généralistes versus spécialisés
Certains sites d'emplois sont généralistes, d’autres spécialisés. Peut être qualifié de « généraliste » un site d'emplois qui propose des offres d’emploi à tout type de demandeur d’emploi, quel que soit son métier, son secteur d’activité ou encore son niveau d’étude. Quelques sites d'emplois généralistes : apec.fr, cadremploi.fr, stage.fr, cdicdd.com...
Au contraire, un site d'emploi « spécialisé » propose des offres d’emploi à un public restreint. Il peut s’agir d’une spécialisation sur une famille de métiers (informatique, ressources humaines), sur un secteur d’activité (agriculture, environnement), sur un niveau d’étude (bac+2, diplôme d’ingénieur), sur un niveau d’expérience (jeune diplômé, senior) tel que Emploisenior.Net par exemple, sur un statut (cadre), sur une cible (travailleur handicapé, étudiant étranger) ou encore sur un niveau de rémunération souhaité. Par exemple : kapstages.com qui se spécialise sur l'emploi des stagiaires et alternants, Yupeek pour les étudiants et jeunes diplômés, ou des spécialistes par secteur, Uptoo Jobs pour les métiers de la vente, onlyengineerjobs.fr pour les ingénieurs, lesjeudis.com pour l'informatique et l'high-tech, vetojob.fr pour les vétérinaires, le site de l'Apecita pour l'agriculture, plombier-emplois.com pour la plomberie, Job Culture pour les métiers de la culture, etc.

### Sites d'emploi dits multi-pays
Certains sites emploi ont des portées géographiques très larges. Par exemple pour certaines spécialités telles que le pétrole, le gaz et l'énergie la plupart des sites d'emploi sont internationaux (Rigzone, Oil and Gas People, Oilfinity...). Mais il existe aussi des sites généralistes à portée géographique large, comme Bayt.com qui est un site généraliste dans la région du Moyen-Orient couvrant des pays tels que les Émirats arabes unis, l'Arabie saoudite, le Qatar, le Koweït, l'Égypte, Maroc. Un autre exemple est remoteineurope.com, qui publie des offres d'emploi en télétravail disponibles dans tous les pays européens.

### Réseaux sociaux professionnels
À l'origine, les réseaux sociaux professionnels (linkedin, viadeo, Xing...) ont été créés pour publier son profil et son réseau de contact sur la toile. Rapidement, les cabinets de recrutement se sont tournés ces outils pour « chasser » les profils professionnels d'exception. Enfin, ces réseaux sociaux professionnels sont peu à peu devenus des sites d'annonces d'emploi (où le profil en ligne remplace le traditionnel CV pour pouvoir postuler en un clic).

## Quelques sites d'emplois en chiffres
Voici quelques chiffres[source insuffisante] concernant quelques sites d'emplois importants en France en novembre 2014.
| Site       | Secteur     | Effectif France | Nombre de visites par mois | Nombre de visiteurs uniques par mois | Nombre d'offres | Nombre de CV |
| ---------- | ----------- | --------------- | -------------------------- | ------------------------------------ | --------------- | ------------ |
| Apec       | Cadres      | 900             | 2,4 millions               | 1 million                            | 41 000          | 422 000      |
| Cadremploi | Cadres      | 200             | 3,8 millions               | 1,6 million                          | 12 000          | 2,2 millions |
| Regionsjob | Généraliste | 120             | 4,8 millions               | 1,5 million                          | 27 000          | 1,8 million  |
| Monster    | Généraliste | 200             | 2,8 millions               | 1 million                            | 12 000          | 251 000      |
| Meteojob   | Généraliste | 50              | 3 millions                 | 1,3 million                          | 50 000          | 1,4 million  |
| Yupeek     | Spécialisé  | 10              | 250 000                    | 207 000                              | 3 500           | 115 000      |